# San Antonio La Paz
San Antonio La Paz är en kommunhuvudort i Guatemala.   Den ligger i departementet Departamento de El Progreso, i den centrala delen av landet, 27 km öster om huvudstaden Guatemala City. San Antonio La Paz ligger 1 329 meter över havet och antalet invånare är 7 781.
Terrängen runt San Antonio La Paz är lite bergig. Runt San Antonio La Paz är det ganska tätbefolkat, med 248 invånare per kvadratkilometer. Närmaste större samhälle är San Pedro Ayampuc, 18,1 km väster om San Antonio La Paz. I omgivningarna runt San Antonio La Paz växer huvudsakligen savannskog.